# Wybory parlamentarne w Mongolii w 1969 roku
Wybory parlamentarne odbyły się w Mongolii 22 czerwca 1969 roku. W tym czasie kraj był państwem jednopartyjnym, rządzonym przez Mongolską Partię Ludową. MPL zdobyło 252 z 297 miejsc, a pozostałe 45 miejsca zajęli bezpartyjni kandydaci, którzy zostali wybrani przez MPL, ze względu na ich status społeczny. Frekwencja wynosiła 100%, a tylko 15 głosujących nie oddało głosu.

## Wyniki
| Partia      | Przywódca            | Lista zajętych miejsc | +/- |
| ----------- | -------------------- | --------------------- | --- |
| MPL         | Jumdżaagijn Cedenbal | 252                   | +18 |
| bezpartyjni | brak                 | 45                    | -8  |